# Mont Iboundji
Mont Iboundji je planinski vrh u Gabonu. Postoje tvrdnje da je s nadmorskom visinom od 1575 metara najviši vrh u Gabonu, no to opovrgavaju podatci SRTM-a.
Drugi izvori upućuju na to da je Mont Bengoué najviši gabonski planinski vrh.